# Cresbard
Cresbard est une municipalité américaine située dans le comté de Faulk, dans l'État du Dakota du Sud.
La localité est fondée en 1906 par John A. Cressey et Fred Baird, à qui elle doit son nom.

## Démographie
Selon le recensement de 2010, Cresbard compte 104 habitants. La municipalité s'étend sur 0,42 milles carrés (1,09 km2).
| 1910 | 1920 | 1930 | 1940 | 1950 | 1960 |
| ---- | ---- | ---- | ---- | ---- | ---- |
| 320  | 349  | 358  | 288  | 235  | 229  |

| 1970 | 1980 | 1990 | 2000 | 2010 | - |
| ---- | ---- | ---- | ---- | ---- | - |
| 224  | 221  | 185  | 143  | 104  | - |